# In the Flesh?
"In the Flesh?" je pjesma engleskog progresiv rock sastava Pink Floyd. Objavljena je 1979. na albumu The Wall. Naslov se odnosi na In the Flesh turneju tijekom koje je basist Roger Waters pljunuo u lice obožavatelja koji se htio popeti preko ograde koja je odvajala publiku od sastava. (Waters je u intervjuu rekao kako ga je taj incident inspirirao da napiše The Wall.)

## Kompozicija
Prvih 15 sekundi je tih dio i svira glazba iz pjesme "Outside the Wall". Trik s istom glazbom u prvoj i zadnjoj pjesmi ukazuje na ponavljanje, što je Waters radio u puno pjesama koje je napisao za Pink Floyd. Krug je također prikazan Watersovim riječima u prve dvije sekunde albuma "...we came in?" i zadnje dvije sekunde (Na kraju pjesme "Outside the Wall") albuma gdje kaže "Isn't this where..." Time je Waters pjesmu "In the Flesh?" spojio s ostalima iako je prva pjesma albuma.
Dinamika pjesme se brzo povećava sve dok Waters ne počme pjevati, kada se glazba naglo utišava. Nakon tog dijela glazba ponovno pojačava. Tijekom završetka pjesme Waters govori naredbe (vidi dolje) kao u kazalištu prije početka predstave. U zadnjim trenucima pjesme čuje se njemački bombarder Stuka. Zadnji zvuk pjesme je beba koja plače, što je uvod u sljedeću pjesmu.

## Radnja
Kao i sve druge pjesme u albumu, i "In the Flesh?" govori dio priče o glavnom liku Pinku. Ova prva pjesma ukazuje na početak predstave koju nam priča sam Pink. Naredbe koje govori Waters ukazuju na to da će nam Pink ispričati priču o građenju Zida. Tekst kaže kako unatoč vanjskom izgledu priče, stvari su puno drugačije "behind these cold eyes" i da ako slušatelj (sunshine) želi saznati o čemu se radi u cijeloj priči mora "Claw his way through this disguise" (Uništiti "masku"). Pjesma također govori slušatelju, iako ne direktno, da je Pinkov otac ubijen; to je dio kada se čuje zvuk njemačkog bombardera Stuke, naznačujući tako smrt Pinkova oca u ratu (Pinkov otac se borio u Drugom svjetskom ratu).

## Film
U početku filma, vidimo Pinka kako sjedi u zaključanoj hotelskoj sobi; puno ljudi sruše vrata i utrče u sobu kada glazba postaje glasnija. U filmu tada vidimo razne isječke ljudi koji će se pojaviti i kasnije u filmu. Nakon toga slijedi scena u kojoj bombarder Stuka bombardira bunker u kojem je, zajedno s ostalim vojnicima bio i Pinkov otac. Tom scenom je prikazan dio u kojem umire Pinkov otac.
U filmu ova pjesma može biti protumačena i kao rođenje, početak ili stvaranje. Pink je u sobi koja predstavlja maternicu na kraju praznog, monotonog hodnika. Ljudi koji utrčavaju u sobu mogu se protumačiti kao ejakulacija, a dio kada beba plače znači rođenje. Nadalje, kao simbol života, mogu se čuti otkucaji srca koji se prvi puta čuju u albumu The Dark Side of the Moon.

## Teatralne naredbe na kraju
Kao što je naznačeno gore, pjesma završava kada Roger Waters daje teatralne naredbe:
- Lights!
- Roll the sound effects!
- Action!
- Dry ice!
- Drop it on 'em!
- Drop it on 'em!

## Zahvale
- David Gilmour - Gitara
- Nick Mason - bubnjevi
- Roger Waters - vokal, bas-gitara
- Richard Wright - klavijature

- Freddie Mandell - orgulje

## Vanjske poveznice
- Tumačenje pjesme